# 堺市民オリンピック
堺市民オリンピック（さかいしみんオリンピック）とは、毎年10月のスポーツの日に大阪府堺市の金岡公園で行われるイベントである。

## 沿革
1975年第一回大会

## 競技
- ソフトボール
- バレーボール
- 卓球
- 陸上競技
- ゲートボール
- 綱引